# Lavalampi
Lavalampi är en sjö i Finland. Den ligger i kommunen Sodankylä i landskapet Lappland, i den norra delen av landet, 800 km norr om huvudstaden Helsingfors. Lavalampi ligger 238,5 meter över havet. Arean är 26,5 hektar och strandlinjen är 2,53 kilometer lång. Sjön  ingår i Kemi älvs huvudavrinningsområde. 